# Gestion de la perception
La gestion de la perception (plus connue sous le vocable anglais perception management) est, selon le département de la Défense des États-Unis (Department of Defense), une technique qui « recouvre les actions consistant à fournir et/ou à camoufler une information sélectionnée et des indices à des audiences étrangères de façon à influencer leurs émotions, leurs motivations et leurs raisonnements objectifs ».
Cette doctrine militaire a été inventée par l'armée américaine. Elle est enseignée aux étudiants des écoles militaires américaines, mais aussi à ceux qui se destinent au renseignement extérieur et intérieur (CIA et FBI) ou à la diplomatie.
Cette doctrine a été identifiée en France par Yves-Michel Marti (cabinet Egideria spécialisé en intelligence économique) et Christian Harbulot, directeur de l'École de guerre économique, qui parle à ce sujet d'une « démarche souterraine ».
Les points suivants font partie de la stratégie de gestion de la perception :
- Préparation — Ayez un but bien défini et savoir quels résultats idéaux vous voulez obtenir des gens.
- Crédibilité — Assurez-vous que votre information est consistante, argumentée. Utiliser les attentes ou les préjugés pour augmenter votre crédibilité.
- Support à multiples directions — Ayez de multiples arguments et des faits fabriqués pour renforcer votre information.
- Contrôle centralisé — tel un ministère de la propagande ou un bureau dédié.
- Sécurité — La nature de la campagne de tromperie n’est connue que de quelques-uns.
- Adaptation — La campagne de tromperie s’adapte et change à chaque fois que nécessaire avec le temps.
- Coordination — L’organisation ou le ministère de la propagande est organisé selon un modèle hiérarchique afin de maintenir un apport consistant et une bonne synchronisation à la diffusion de l’information.
- Dissimulation — Toute information contredisant la version officielle doit être détruite.
- Déclarations mensongères — Fabriquez la vérité.